# 1897 en santé et médecine
| Années de la santé et de la médecine : 1894 - 1895 - 1896 - 1897 - 1898 - 1899 - 1900    |
| Décennies de la santé et de la médecine : 1860 - 1870 - 1880 - 1890 - 1900 - 1910 - 1920 |

Cet article présente les faits marquants de l'année 1897 en santé et médecine.

## Événements
- 30 mars : le laryngologiste allemand Gustav Killian pratique la première bronchoscopies[1].

- 9 juin : décret de fondation de l’hôpital civil français à Tunis, futur hôpital Charles-Nicolle, inauguré le 21 novembre 1898[2].
- 10 août : le chimiste allemand Felix Hoffmann, employé par la firme pharmaceutique Bayer, synthétise à partir de l'élément actif de l'écorce de saule l'acide acétylsalicylique (aspirine)[3].
- 20 août : le médecin militaire britannique sir Ronald Ross découvre la présence du parasite de la malaria (un oocyste) chez le moustique anophèle à l’hôpital de Secunderabad[4].

- 1er septembre : inauguration de l’hôpital de Saint-Loup à Pompaples (canton de Vaud).

- 17 décembre : Ernest Duchesne, élève de l'École de santé militaire de Lyon, soutient sa thèse de médecine dans laquelle il décrit les propriétés de la pénicilline[5].

- Fondation à Lyon de l'Institut Mérieux.
- Le vétérinaire danois Bernhard Bang isole la bactérie Brucella abortus comme agent de la brucellose (maladie de Bang)[6].

## Naissances
- 12 août : Jean-Louis Goarnisson (mort en 1981), prêtre, médecin et homme politique.
- 9 novembre : Jacques Tréfouël (mort en 1977), chimiste français, directeur de l’Institut Pasteur.
- 21 novembre : Raoul Chavialle  (mort en 1991), médecin général inspecteur.
- 30 novembre : Virginia Henderson (morte en 1996), infirmière américaine à l'origine du modèle des « quatorze besoins fondamentaux ».

## Décès
- 9 avril : Jules Maisonneuve (né en 1809), chirurgien français.
- 28 août : John Braxton Hicks (né en 1823), médecin obstétricien anglais.
- 23 novembre : Stéphane Tarnier (né en 1828), obstétricien français.